# داوم (شركة)
داوم (بالكورية: 다음) هو بوابة إنترنت في كوريا الجنوبية مثل نيفر و نيت [الإنجليزية]. داوم توفر عدة خدمات لمستخدمي الويب بما في ذلك البريد الإلكتروني وخدمات المراسلة، منتديات، تسوق وخدمة أخبار. كلمة «داوم» تعني «التالي» باللغة الكورية.
وتعد الشعبية العالية لدوم في كوريا الجنوبية انعكاسا للمستوى العالي لاستخدام الإنترنت في البلاد. فـ5% فقط من الكوريين يستعملون محرك بحث جوجل.
تنبع الشعبية الكبيرة لداوم من الخدمات التي يقدمها الموقع، وأيضا لأنه كان أول بوابة إنترنت في كوريا الجنوبية بهذا الحجم.